# Federico IV d'Asburgo
Federico IV duca d'Austria detto Tascavuota (in tedesco: mit der leeren Tasche) (1382 – Innsbruck, 24 giugno 1439) era il figlio minore del duca Leopoldo III e di Verde Visconti, figlia di Bernabò Visconti e di Beatrice della Scala.
A partire dal 1402 resse l'Austria Anteriore, e dal 1406 anche la Contea del Tirolo. Fu il capostipite della linea tirolese degli Asburgo. È una delle figure più note del medioevo tirolese.

## Biografia

### La guerra di Appenzell
Appena giunto al governo dovette confrontarsi con la rivolta del cantone di Appenzello: fu Leopoldo IV d'Asburgo a incaricarlo di una spedizione contro di loro. Federico reclutò un grosso contingente, composto principalmente da nobili svevi e da contingenti messi a disposizione da città governate dagli Asburgo (tra le quali la principale era Costanza), oltre che da città imperiali loro alleate. La spedizione non ebbe però successo: l'esercito di Federico venne sconfitto in battaglia nei pressi di Gais, il 17 giugno 1405. Imbaldanziti dal loro successo, nei due anni successivi i rivoltosi compirono scorribande nella valle dell'Inn, seminando terrore tra i nobili e raccogliendo grandi simpatie tra i contadini. Il 13 gennaio 1408 vennero però sconfitti a Bregenz da un esercito composto da nobili svevi facenti capo alla Lega di San Giorgio e da contingenti messi a disposizione dal vescovo di Augusta. In seguito alla sconfitta gli svizzeri si ritirarono dal Tirolo e tornarono nel proprio territorio d'origine.

### Opposizione nobiliare e rivolte in Trentino
In quegli stessi anni Federico dovette affrontare anche l'opposizione dei nobili tirolesi, che si espresse con la formazione della Lega dell'elefante (1406) e della Lega del falco (1407), ambedue ispirate dal più potente dei nobili del Tirolo, Enrico VI di Rottenburg, il quale, nemmeno troppo nascostamente, puntava a spodestare Federico dal governo del Tirolo, anche appoggiandosi al principe vescovo di Trento Giorgio von Liechtenstein. Fu proprio da questi nemici che venne soprannominato Tascavuota, soprannome che però gli valse una maggiore popolarità.
Nel 1407 in varie aree del Trentino, e in particolare in Val di Non scoppiò una serie di rivolte contadine, mentre la città e i nobili di Trento si rivoltavano contro il vescovo di origine morava capeggiate dal "capitano del popolo" Rodolfo Belenzani. Federico colse l'occasione per intervenire, cacciando Giorgio di Liechtenstein dalla città.

### La faida con Enrico VI di Rottenburg
Nel 1410 il duca Federico ebbe aspri scontri con Enrico VI di Rottenburg, che accolse nei suoi territori i bavaresi. Aspri scontri con queste truppe avvennero nella bassa valle dell'Inn. Dopo un armistizio, Federico assediò numerosi castelli dei Rottenburg (fra gli altri Castel d'Enna e Castel Laimburg). Alla fine Federico riuscì ad arrestare Enrico, che morì subito dopo la sua liberazione l'anno successivo.
In una serie di operazioni militari contro Venezia (1413) riuscì a conquistare la Valsugana, anche se fu poi costretto a cedere alla Serenissima Rovereto e vari castelli della Vallagarina.
Nel 1415 il duca Federico fu messo in grave difficoltà dalla sua alleanza con l'antipapa Giovanni XXIII, a cui fornì aiuto per fuggire dal concilio di Costanza. Ciò spinse l'imperatore Sigismondo a promulgare un bando nei suoi confronti, che portò alla cessione di gran parte dell'Argovia ai confederati svizzeri.
Federico però, appoggiandosi ai contadini, riuscì ad avere la meglio sull'Imperatore, sui vicini del Tirolo e sui suoi nemici interni. In cambio di questo appoggio la funzione dei tribunali venne inserita nell'ordinamento della Contea. Federico trasferì inoltre la capitale del Tirolo da Merano a Innsbruck.
Nel 1425 la posizione di Federico si era ormai consolidata, e il Tirolo, grazie anche alla scoperta di filoni argentiferi a Schwaz e a Colle Isarco, conobbe un periodo di grande prosperità.

## Il soprannome
Il soprannome "Tascavuota", che è stato creato nel 1529 e stampato per la prima volta nel 1543, ottant'anni dalla morte di Federico, ci è stato trasmesso per la prima volta attraverso la Topographie Österreichs (Topografia dell'Austria) dell'umanista viennese Johannes Cuspinian. Manca un chiarimento, l'indicazione che Federico in "patria lingua", fu chiamato mit der leeren Tasche (con la tasca vuota), poteva essere l'indizio di un'origine tirolese (Cuspinian aveva, attraverso l'imperatore Massimiliano I d'Asburgo, contatti con il Tirolo, sua moglie apparteneva a una dinastia nobile tirolese) e anche essere una fonte orale, parimenti come la circostanza, che il soprannome non solo viene riportato nel linguaggio latino della topografia, bensì anche in lingua tedesca. Fonti in questa lingua sulla storia del Tirolo tuttavia non ci sono state tramandate. Nel Tyrolischer Adler (Nobili tirolesi) di Matthias Burglechner verso il 1620, il soprannome mit der leeren Tasche viene utilizzato per la prima volta in un titolo, il che significa che esso per i lettori di allora poteva essere diventato noto. Nella seconda metà il soprannome iniziò ad affermarsi anche nella letteratura ufficiale e scientifica. Sebbene il soprannome dovesse essere già noto oralmente prima del 1529, non è da escludere che esso sia solo un'invenzione del XVI secolo.

## Il sigillo
Il sigillo ufficiale di Federico IV è attestato sin dal 1406 e mostra tre scudi mozzati rispettivamente dell'Austria, della Stiria e del Tirolo, correlati fra di loro in un trilobato e attorniato dall'iscrizione, in lettere gotiche: + Fridericvs . d(ei) . gracia . dvx . Avstrie . et(ceter)a.

## Matrimonio e discendenza
Federico sposò nel 1406 a Innsbruck la principessa Elisabetta del Palatinato, figlia dell'imperatore Ruprecht. Ebbero una figlia:
- Elisabetta (1408).

Nel 1410 Federico sposò in seconde nozze la principessa Anna di Braunschweig-Wolfenbüttel, figlia di Federico I di Brunswick-Lüneburg, principe di Wolfenbüttel.
Ebbero quattro figli:
- Margherita (1424-1427);
- Hedwige (1424-1427);
- Volfgango (1426);
- Sigismondo (1427-1496), duca d'Austria e conte del Tirolo.

## Ascendenza
|                         |                  |                              | Genitori                      |  |  | Nonni |  |  | Bisnonni            |  |  | Trisnonni           |  |
|                         |                  |                              |                               |  |  |       |  |  | Alberto I d'Asburgo |  |  | Rodolfo I d'Asburgo |  |
|                         |                  |                              |                               |  |  |       |  |  | Alberto I d'Asburgo |  |  | Rodolfo I d'Asburgo |  |
|                         |                  | Gertrude di Hohenberg        |                               |  |  |       |  |  | Alberto I d'Asburgo |  |  |                     |  |
| Alberto II lo Sciancato |                  |                              |                               |  |  |       |  |  | Alberto I d'Asburgo |  |  |                     |  |
|                         |                  | Elisabetta di Tirolo-Gorizia | Mainardo II di Tirolo-Gorizia |  |  |       |  |  |                     |  |  |                     |  |
|                         |                  | Elisabetta di Tirolo-Gorizia | Mainardo II di Tirolo-Gorizia |  |  |       |  |  |                     |  |  |                     |  |
|                         |                  | Elisabetta di Tirolo-Gorizia | Elisabetta di Baviera         |  |  |       |  |  |                     |  |  |                     |  |
| Leopoldo III d'Asburgo  |                  | Elisabetta di Tirolo-Gorizia |                               |  |  |       |  |  |                     |  |  |                     |  |
|                         |                  | Ulrico III di Pfirt          | Teobaldo di Pfirt             |  |  |       |  |  |                     |  |  |                     |  |
|                         |                  | Ulrico III di Pfirt          | Teobaldo di Pfirt             |  |  |       |  |  |                     |  |  |                     |  |
|                         |                  | Ulrico III di Pfirt          | Caterina di Klingen           |  |  |       |  |  |                     |  |  |                     |  |
| Giovanna di Pfirt       |                  | Ulrico III di Pfirt          |                               |  |  |       |  |  |                     |  |  |                     |  |
|                         |                  | Giovanna di Montbéliard      | Rinaldo di Chalon             |  |  |       |  |  |                     |  |  |                     |  |
|                         |                  | Giovanna di Montbéliard      | Rinaldo di Chalon             |  |  |       |  |  |                     |  |  |                     |  |
|                         |                  | Giovanna di Montbéliard      | Guglielmina di Neuchâtel      |  |  |       |  |  |                     |  |  |                     |  |
| Federico IV d'Asburgo   |                  | Giovanna di Montbéliard      |                               |  |  |       |  |  |                     |  |  |                     |  |
|                         | Stefano Visconti | Matteo I Visconti            |                               |  |  |       |  |  |                     |  |  |                     |  |
|                         | Stefano Visconti | Matteo I Visconti            |                               |  |  |       |  |  |                     |  |  |                     |  |
|                         | Stefano Visconti | Bonacossa Borri              |                               |  |  |       |  |  |                     |  |  |                     |  |
| Bernabò Visconti        | Stefano Visconti |                              |                               |  |  |       |  |  |                     |  |  |                     |  |
|                         |                  | Valentina Doria              | Bernabò Doria di Sassello     |  |  |       |  |  |                     |  |  |                     |  |
|                         |                  | Valentina Doria              | Bernabò Doria di Sassello     |  |  |       |  |  |                     |  |  |                     |  |
|                         |                  | Valentina Doria              | Eliana Fieschi di Lavagna     |  |  |       |  |  |                     |  |  |                     |  |
| Verde Visconti          |                  | Valentina Doria              |                               |  |  |       |  |  |                     |  |  |                     |  |
|                         |                  | Mastino II della Scala       | Alboino della Scala           |  |  |       |  |  |                     |  |  |                     |  |
|                         |                  | Mastino II della Scala       | Alboino della Scala           |  |  |       |  |  |                     |  |  |                     |  |
|                         |                  | Mastino II della Scala       | Beatrice da Correggio         |  |  |       |  |  |                     |  |  |                     |  |
| Regina della Scala      |                  | Mastino II della Scala       |                               |  |  |       |  |  |                     |  |  |                     |  |
|                         |                  | Taddea da Carrara            | Jacopo I da Carrara           |  |  |       |  |  |                     |  |  |                     |  |
|                         |                  | Taddea da Carrara            | Jacopo I da Carrara           |  |  |       |  |  |                     |  |  |                     |  |
|                         |                  | Taddea da Carrara            | Elisabetta Gradenigo          |  |  |       |  |  |                     |  |  |                     |  |
|                         |                  | Taddea da Carrara            |                               |  |  |       |  |  |                     |  |  |                     |  |